# Wiese (Familienname)
Wiese ist ein Familienname.

## Namensträger

### A
- Alfred Wiese (1894–1960), deutscher Glasmaler
- André Wiese (* 1975), deutscher Landespolitiker (CDU)
- Annika Wiese (* 1993), deutsche Squashspielerin
- Anton Wiese (um 1582–1655), deutscher Geschütz- und Glockengießer

### B
- Barbara Wiese (* 1950), australische Politikerin (South Australia)
- Benno von Wiese (1903–1987), deutscher Germanist
- Bernd Wiese (1939–2023), deutscher Geograf und Hochschullehrer
- Bernhard Wiese (1909–1982), deutscher Unternehmer
- Berthold Wiese (1859–1932), deutscher Romanist und Italianist
- Birgit Wiese (* 1965), deutsche Fußballspielerin
- Bodo Wiese (1856–1905), deutscher	Rittergutsbesitzer und Politiker, Abgeordneter im Preußischen Abgeordnetenhaus
- Bruno Wiese (Maler) (1865–1930), deutscher Maler
- Bruno K. Wiese (1922–2011), deutscher Grafik-Designer

### C
- Carina Wiese (* 1968), deutsche Schauspielerin
- Carola Wiese (* 1960/1961), deutsche Architektin und Hochschullehrerin
- Christa Wiese (* 1967), deutsche Leichtathletin
- Christen Wiese (1876–1968), norwegischer Segler
- Christian Wiese (* 1961), deutscher Theologe und Judaist
- Christian Friedrich Wiese, kursächsischer Amtmann
- Christoffel Wiese (* 1941), südafrikanischer Unternehmer
- Claus Wiese (1794–1874), deutscher Landwirt und Politiker

### D
- David Wiese (* 1985), namibisch-südafrikanischer Cricketspieler
- Dietmar Wiese (* 1956), deutscher Fußballspieler
- Dirk Wiese (Bobfahrer) (* 1965), deutscher Bobfahrer
- Dirk Wiese (* 1983), deutscher Politiker (SPD)

### E
- Eberhard von Wiese (1908–1982), deutscher Journalist[1] und Schriftsteller
- Eigel Wiese (* 1947), deutscher Fotograf, Journalist und Autor
- Elisabeth Wiese (1859–1905), deutsche Hebamme und Kindsmörderin
- Erich Wiese (1891–1979), deutscher Kunsthistoriker und Museumsleiter
- Erik Wiese, US-amerikanischer Comic-Zeichner
- Ernst Wiese (Heimatforscher) (?–1929), deutscher Heimatforscher
- Ernst Wiese (Schriftsteller) (1904–nach 1963), österreichischer Schriftsteller, Weltreisender und Filmproduzent
- Ernst August Wiese (1902–1945), deutscher Mundartschriftsteller und plattdeutscher Dichter

### F
- Franz Wiese (1952–2021), deutscher Unternehmer und Politiker (AfD)
- Franziska Wiese (* 1986), deutsche Violinistin und Sängerin
- Friedrich Wiese (General) (1892–1975), deutscher General der Infanterie
- Friedrich-Franz Wiese (1929–2009), deutscher Chemiker und Politiker (LPD)
- Friedrich Theodor Wiese (1788–1858), deutscher Richter und Politiker
- Fritz Wiese (Rennfahrer), deutscher Motorradrennfahrer und Motorsportfunktionär
- Fritz Wiese (Buchbinder), deutscher Buchbinder und Autor

### G
- Gabor Wiese (* 1976), deutscher Mathematiker
- Georg Wiese (1830–1888), deutscher Bildhauer
- Georg Walter Vincent von Wiese (1769–1824), reußischer Staatsmann
- Gerhard Wiese (Architekt) (* 1927), deutscher Architekt und Hochschullehrer
- Gerhard Wiese (Jurist) (* 1928), deutscher Jurist
- Gisela Wiese (1924–2010), deutsche Bürgerrechtlerin
- Götz Wiese (Kirchenmusiker) (1928–2012), deutscher Organist, Komponist und Kirchenmusiker
- Götz T. Wiese (* 1966), deutscher Rechtswissenschaftler
- Günter Wiese (* 1942), deutscher Bildhauer
- Günther Wiese (* 1928), deutscher Jurist, Rechtswissenschaftler und Hochschullehrer

### H
- Hans Wiese (Drehbuchautor) (* vor 1964), deutscher Drehbuchautor
- Hans-Joachim Wiese (1940–2007), deutscher Gastronom, Internetpionier sowie Veranstalter von Kunstausstellungen und Jazz-Konzerten
- Hans-Joachim Wiese (Pädagoge) (* 1952), deutscher Theaterpädagoge und Hochschullehrer
- Harald Wiese (* 1959), deutscher Wirtschaftswissenschaftler und Hochschullehrer
- Hartwig Friedrich Wiese (1840–1905), deutscher Ingenieur, Standesbeamter und Ornithologe
- Hedwig Wiese (1845–1936), deutsche Schauspielerin
- Heike Wiese (* 1966), deutsche Linguistin
- Heino Wiese (* 1952), deutscher Politiker (SPD)
- Heinrich Wiese (Theologe) (1855–1937), deutscher evangelischer Theologe und Übersetzer
- Heinrich Wiese (Politiker) (1896–2000), deutscher Politiker (NSDAP) und Reitsportler
- Heinz Wiese (Politiker, 1923) (1923–2005), deutscher Politiker (SPD), MdL Nordrhein-Westfalen
- Heinz Wiese (Journalist) (* 1927), deutscher Journalist und ehemaliger Chefredakteur
- Heinz Wiese (Politiker, 1945) (* 1945), deutscher Politiker (CDU), MdB
- Henrik Wiese (* 1971), deutscher Flötist
- Hermann Wiese (1935–2009), deutscher Bibliothekar und Exlibris-Sammler
- Hinrich Diederich Wiese (1676–1728), deutscher Jurist, Oberaltensekretär, Senator und Bürgermeister der Freien und Hansestadt Hamburg

### I
- Irina von Wiese (* 1967), deutsch-britische Juristin und Politikerin

### J
- Jasper Wiese (* 1995), südafrikanischer Rugby-Union-Spieler
- Jens Wiese (* 1987), deutscher Handballspieler
- Johann Friedrich Wiese (1761–1824), hannoverscher Verwaltungsjurist
- Johann Heinrich Wiese (1748–1803), deutscher Maler, Zeichner und Kupferstecher
- Josef Wiese (Historiker) (1863–1931), deutscher Kulturhistoriker, Ethnograf und Biograf
- Josef Wiese (Unternehmer) (1932–2009), deutscher Bäckereiunternehmer und Erfinder
- Judith Wiese (* 1971), deutsche Managerin

### K
- Karl Wiese (1883–1974), deutscher evangelischer Theologe und Pfarrer
- Katharina Wiese (* 1988), deutsche Volleyball- und Beachvolleyballspielerin
- Klaus Wiese (1942–2009), deutscher Musiker
- Kobus Wiese (* 1964), südafrikanischer Rugby-Union-Spieler
- Kurt Wiese  (1887–1974), deutschamerikanischer Illustrator

### L
- Leo Wiese (1871–1929), deutscher Romanist und Mediävist
- Leopold von Wiese (1876–1969), deutscher Soziologe
- Ludwig Adolf Wiese (1806–1900), deutscher Pädagoge und Ministerialbeamter

### M
- Marc Wiese (* 1966), deutscher Dokumentarfilmer, Fernsehjournalist und Regisseur
- Martin Wiese (Bildhauer) (* 1958), deutscher Bildhauer
- Martin Wiese (Wirtschaftsmathematiker) (* 1960), deutscher Wirtschaftsmathematiker und Hochschullehrer
- Martin Wiese (* 1976), deutscher Neonazi
- Maurice Wiese (* 1995), deutscher Slackliner
- Max Wiese (1846–1925), deutscher Bildhauer
- Mickey Wiese (Michael Wiese; * 1960), deutscher Lebensberater, freier Prediger, Jugendarbeiter und Autor

### N
- Nikolaus Wiese (um 1627–1665), deutscher Stück- und Glockengießer

### P
- Paul Wiese (Komponist) (1894–1977), deutscher Komponist
- Paul Wiese (Fußballspieler) (* 2000), deutscher Fußballspieler
- Peter Wiese (Heimatforscher) (1897–1952), deutscher Lehrer, Heimatforscher und Museumsgründer
- Peter von Wiese (1932–2001), deutscher Schauspieler und Regisseur

### R
- Richard Wiese (* 1953), deutscher Hochschullehrer für Germanistische Linguistik
- Roland Wiese (* vor 1974), deutscher Basketballspieler
- Rolf Wiese (* 1952), deutscher Volkskundler, Museumsdirektor und Hochschullehrer

### S
- Sebastian Wiese (* 1972), deutscher Schwimmer
- Stefan Wiese (* 1964), deutscher Zellbiologe und Hochschullehrer
- Stephan von Wiese (* 1943), deutscher Kunsthistoriker und Kurator

### T
- Theodor Wiese (1893–1946), deutscher Maler
- Thomas Wiese (* 1966), deutscher Wirtschaftsmanager
- Tim Wiese (* 1981), deutscher Fußballtorwart
- Tim Wiese (Moderator), deutscher Hörfunkmoderator

### U
- Ursula von Wiese (1905–2002), deutsch-schweizerische Schauspielerin und Schriftstellerin
- Uwe-Jens Wiese (* 1958), deutscher Physiker

### V
- Volker Wiese (* 1971), deutscher Rechtswissenschaftler und Hochschullehrer

### W
- Walter von Wiese und Kaiserswaldau (1879–1945), deutscher Offizier, Afrikaforscher und SS-Mitglied
- Walter Wiese (Geistlicher) (* 1930), deutscher Pastor und Superintendent
- Walter Wiese (Autor) (* 1933), deutscher Jurist, Autor, Herausgeber und Musiker (Cellist, Violinist)
- Walter Vincent Wiese (1735–1809), deutscher Rechtswissenschaftler, Hochschullehrer und Rektor
- Wanja Wiese (* 1983), deutscher Philosoph und Mathematiker
- Wilhelm Wiese (1891–1945), deutscher Sozialdemokrat, Bürgermeister, Mitglied des Hannoverschen Provinziallandtags und NS-Opfer († KZ Neuengamme)
- Wladimir Juljewitsch Wiese (1886–1954), russisch-sowjetischer Polarforscher
- Wolfgang Wiese (* vor 1965), deutscher Kunsthistoriker
- Wolfram Wiese (* 1976), deutscher Radrennfahrer